# 196 (число)
196 (Сто дев'яно́сто шість) — натуральне число між  195 та  197.
- 196 день в році — 15 липня (у високосний рік 14 липня).

## У математиці
- {\displaystyle 14^{2}=196}
- 196 є найменшим кандидатом у числа Лішрел.

## В інших областях
- 196 рік, 196 до н. е.
- NGC 196 —  лінзоподібна галактика ( SB0) в сузір'ї  Кит.
- В Юнікод е 00C4  16  — код для символу «Ä» ( Latin Capital Letter  A With Diaeresis).